# Ovidiu Bogza
Ovidiu Bogza (n. 1898, Constanța – d. 25 iunie 1986, Județul Prahova) a fost un scriitor român, fratele mai mare al scriitorilor Geo Bogza si Radu Tudoran.
Debutul său în volum („Hipopotamul”, proză scurtă, Editura Albatros, 1984) îl consacră drept cel mai bătrân autor debutant – 86 de ani, în istoria literaturii române.

## Biografie
Ovidiu Bogza s-a născut în 1898 la Constanța, ca al doilea copil al lui Alexandru și al Elenei Rheea Silvia Bogza.
Familia Bogza a avut șapte copii, dintre care numai cinci au atins vârsta maturității: Alexandru, Ovidiu, Elena, Gheorghe (cel care va deveni poetul, eseistul și autorul de reportaje Geo Bogza) și Nicolae (romancierul Radu Tudoran).
Alexandru - tatăl era un fost marinar care, după nașterea primilor doi baieți (ambii născuți în porturi – Alexandru s-a născut la Brăila), la insistențele soției, a renunțat la mare și s-a stabilit la Blejoi, lângă Ploiești, unde a administrat o balastieră.
Ovidiu Bogza a fost elev al Liceului Sfinții Petru și Pavel din Ploiești. În 1921, murind capul familiei, a trebuit să renunțe la studii și să se dedice intreținerii mamei și fraților săi. Lui Ovidiu Bogza i se oferă ulterior posibilitatea de a administra o afacere în domeniul petrolului, proprietatea unui bancher. I se oferă salariu și locuință. Se mută în 1925, dimpreună cu familia, la Buștenari, lângă Câmpina, județul Prahova.
Înființează împreună cu fratele său Gheorghe o făbricuță de sifoane. Pe capetele sifoanelor erau imprimate inițialele prenumelor patronilor și numele întreg – G.O. Bogza, ceea ce îl inspiră pe Geo Bogza să folosească această formă a numelui cu care va semna ca autor.
Ovidiu Bogza a scris în tinerțe în publicația „Balonul. Revistă umoristică” finanțată de Ion Tomoșeanu (revistă sapirografiată, „editată de Gion Tomșeneanu”, 1933). A scris o piesă de teatru, „Cortina”, în 1929, pe care a pus-o în scenă la Buștenari, cu o trupă de amatori.
Scrierile sale au un ton vioi, ironic dar pozitiv, fiind inspirate din realitatea imediată și având o pronunțată tentă autobiografică.

## Opera
- „Cortina”, piesă de teatru, 1929, jucată dar nepublicată
- „Hipopotamul”, proză scurtă, Editura Albatros, 1984
- „Evocări ploieștene”, plachetă postumă